# Михнівка (зупинний пункт)
Михні́вка — пасажирський залізничний зупинний пункт Козятинської дирекції Південно-Західної залізниці розташований на одноколійній, неелектрифікованій лінії Шепетівка — Юськівці.
Розташований у селі Михнів Ізяславського району Хмельницької області між станціями Клембівка (6 км) та Білгородка (4,5 км).
На зупинному пункті зупиняються приміські поїзди.